# 周宏伟
周宏伟，中国矿业大学教授、博士生导师，入选2011年度中国教育部“长江学者奖励计划”特聘教授。长期从事资源开发中的岩石力学研究，担任《力学与实践》副主编、《岩石力学与工程学报》、《防灾减灾工程学报》等编委。